# Sažimanje podataka bez gubitaka
Sažimanje podataka bez gubitaka naziv je za proces uklanjanja zalihosti bez gubitaka informacija. Za razliku od sažimanja podataka s gubitcima, postupci sažimanja bez gubitaka izvornu poruku zbijaju u takav učinkovitiji prikaz koji je jednakovrijedan izvornom. To znači i da su postupci koji spadaju u ovu kategoriju reverzibilni, odnosno svakome pripada određen obratan postupak, koji iz sažete poruke može ponovno stvoriti izvornu.

## Primjer
Jednostavan primjer sažimanja bez gubitaka je zamjena ponavljajućih simbola kraćim zapisom. U slučaju ponavljajućih znakova abecede, npr. "aaaaaccccccbbb", zalihost je moguće jednostavno ukloniti svođenjem na zapis "a5c6b3", iz kojega se pak može dobiti izvorni tekst. Isti princip - uklanjanje zalihosti uz očuvanje informacije - primjenjuje se i u složenim algoritmima korištenima u primjeni. Vjerojatno najpoznatiji primjeri navedenih su Huffmanovo kodiranje i Lempel-Ziv obitelj algoritama.

## Primjena
Kombinacija navedenih algoritama pojavljuje se kao jedna od metoda sažimanja u ZIP formatu za arhiviranje datoteka, te PNG formatu za zapis slika. Osim kod ZIP-a, sažimanje bez gubitaka primjenjuje se i u drugim formatima za arhiviranje, profesionalnom formatu zapisa glazbe FLAC, u HTTP-u i općenito u situacijama gdje postoji redundancija, a gubitak informacija je nepoželjan.